# Megachile vestita
Megachile vestita là một loài Hymenoptera trong họ Megachilidae. Loài này được Smith mô tả khoa học năm 1853.